# Tage Danielsson
Tage Danielsson (5. februar 1928 – 13. oktober 1985) var en svensk forfatter, skuespiller og filminstruktør. Han blev født i Linköping og døde i Stockholm. Han er mest kendt for sit samarbejde med Hans Alfredson i komiker-duoen Hasseåtage.
Sammen med Hans Alfredson startede han produktionsselskabet "AB Svenska Ord", og dette selskab var blandt andet ansvarlig for alle filmene, som Danielsson og Alfredson skabte, heriblandt Æblekrigen og Picassos eventyr.
Ved siden af filmene var Tage Danielsson en flittig skribent, der blandt andet i flere år skrev humoristiske kommentarer til tidens hændelser i Arbetaren og Dagens Nyheter. Han har også udgivet flere bøger og skrevet tekster til revyer med mere.

## Filmografi
Tage Danielsson har instrueret, skrevet og medvirket i (med mindre andet er angivet) følgende film:
- Er svenskerne sådan (1964)
- Hul i broho'det (1965)
- I ho'det på en gammel dreng (1968)
- Kassen (1968)
- Æblekrigen (1971)
- Manden, som holdt op med at ryge (1972 – ikke medvirken)
- Slip fangerne løs, det er forår! (1975)
- Eventyret om Karl-Bertil Jonssons juleaften (1975 – tegnefilm, manuskript og stemme)
- Picassos eventyr (1978)
- Skrald (1981)
- Ronja Røverdatter (1984 – kun instruktion)